# Ootyp
Ootyp – część jajowodu uchodząca wspólnym ujściem wraz z gruczołami żółtkowymi. Występuje u pasożytniczych płazińców (głównie tasiemców i przywr).